# Tetracis aspilata
Tetracis aspilata là một loài bướm đêm trong họ Geometridae.